# Heterocheila hannai
Heterocheila hannai is een vliegensoort uit de familie van de Heterocheilidae. De wetenschappelijke naam van de soort is voor het eerst geldig gepubliceerd in 1921 door Cole.